# Maxence Perrin
Maxence Perrin  (1995) is een Frans acteur. In de film Les Choristes - in het Duits "Die kinder des Monsieur Mathieu" - speelde hij de rol van Pepinot.
Hij is de zoon van Jacques Perrin, een bekende Franse acteur en producer. 
Door hem kreeg Maxence ook de rol in Les Choristes.

## Rollen
- 2004: For intérieur; in de rol van Criquet
- 2004: Les Choristes; in de rol van Pepinot
- 2005: Petit Homme (televisieserie TV5 Monde); in de rol van Malo